# Skapare, att nalkas dig
Skapare, att nalkas dig är en psalm med text skriven av Gudmund Jöran Adlerbeth.

## Publicerad i
- 1819 års psalmbok som nr 259 under rubriken "Kristligt sinne och förhållande - I allmänhet: Förhållandet till Gud: Umgänge med Gud i bönen".[1]